# Praeathripsodes jantar
Praeathripsodes jantar là một loài Trichoptera hóa thạch trong họ Leptoceridae.